# Kimball (Tennessee)
Kimball é uma cidade  localizada no estado norte-americano de Tennessee, no Condado de Marion.

## Demografia
Segundo o censo norte-americano de 2000, a sua população era de 1312 habitantes.
Em 2006, foi estimada uma população de 1372, um aumento de 60 (4.6%).

## Geografia
De acordo com o United States Census Bureau tem uma área de
12,8 km², dos quais 12,8 km² cobertos por terra e 0,0 km² cobertos por água.

## Localidades na vizinhança
O diagrama seguinte representa as localidades num raio de 16 km ao redor de Kimball.